# Diadegma mediterraneum
Diadegma mediterraneum är en stekelart som först beskrevs av Constantineanu 1930.  Diadegma mediterraneum ingår i släktet Diadegma och familjen brokparasitsteklar. Inga underarter finns listade i Catalogue of Life.